# Eimear Nicholls
Eimear Nicholls (* 21. Mai 1982 in Portstewart als Eimear Mullan) ist eine ehemalige Duathletin, Triathletin und Ironman-Siegerin (2012, 2014) aus dem Vereinigten Königreich. Sie wird geführt in der Bestenliste britischer Triathletinnen auf der Ironman-Distanz.

## Werdegang
Eimer Mullan war für Irland als auch Großbritannien im Tetrathlon (Schwimmen, Laufen, Schießen und Reiten) am Start. Sie betreibt Triathlon seit 2007.

### Profi-Triathletin seit 2011
Seit 2008 startete Mullan für Irland im Duathlon, belegte 2010 bei der Weltmeisterschaft den elften Rang und seit 2011 ist sie als Profi-Triathletin aktiv.

Im Juni 2012 gewann sie in Großbritannien auf der halben Ironman-Distanz (Ironman 70.3) und im Juli konnte sie in Bolton auch die volle Ironman-Distanz für sich entscheiden. Seit 2013 wurde sie trainiert von Bella Bayliss und Brett Sutton und sie startete für das Team TBB.
Im August 2014 erreichte sie beim Embrunman nach der Bronzemedaille im Vorjahr den ersten Rang. Dieses Rennen in den französischen Alpen gilt mit seinem bergigen Streckenverlauf als eines der weltweit härtesten Langdistanzrennen. Ende September holte sie sich auf Mallorca ihren zweiten Ironman-Sieg.
Im Oktober konnte sie als erste irische Athletin in Barcelona nach 8:56:51 h die 9-Stunden-Marke auf der Ironman-Distanz unterbieten (3,86 km Schwimmen, 180,2 km Radfahren und 42,195 km Laufen).
2015 und 2016 kämpfte sie mit Verletzungen. Seit März 2016 ist Eimer Nicholls mit dem britischen Triathleten Ritchie Nicholls (* 1987) verheiratet und die beiden leben in Portstewart.
Im November 2017 holte sich die damals 35-Jährige mit ihrem Sieg beim Ironman 70.3 Xiamen ihren sechsten Sieg in einem Ironman-70.3-Rennen.
Seit 2017 tritt Eimear Nicholls nicht mehr international in Erscheinung.

## Sportliche Erfolge
| Datum/Jahr    | Rang | Wettbewerb                                | Austragungsort | Zeit        | Bemerkung                                                         |
| ------------- | ---- | ----------------------------------------- | -------------- | ----------- | ----------------------------------------------------------------- |
| 12. Nov. 2017 | 1    | Ironman 70.3 Xiamen                       | Xiamen         | 04:14:22    |                                                                   |
| 5. Sep. 2015  | 3    | Triathlon de Gérardmer                    | Gérardmer      | 05:18:52    |                                                                   |
| 22. Aug. 2015 | 1    | Ironman 70.3 Budapest                     | Budapest       | 04:15:46    |                                                                   |
| 25. Apr. 2015 | 3    | Challenge Fuerteventura                   | Fuerteventura  | 04:36:03    | Dritte auf der Halbdistanz                                        |
| 26. Okt. 2014 | 1    | Challenge Sardinia                        | Forte Village  | 04:27:47,80 | Siegerin auf der Halbdistanz                                      |
| 6. Sep. 2014  | 2    | Triathlon de Gérardmer                    | Gérardmer      |             | Zweite in den Vogesen                                             |
| 15. Juni 2014 | 1    | UK Ironman 70.3                           | Somerset       | 04:52:16    | in Somerset dritter Sieg in Folge                                 |
| 11. Mai 2014  | 1    | Challenge Rimini                          | Rimini         |             | Siegerin auf der Halbdistanz                                      |
| 26. Apr. 2014 | 2    | Challenge Fuerteventura                   | Fuerteventura  | 04:36:08    | wie im Vorjahr Zweite auf der Halbdistanz                         |
| 13. Apr. 2014 | 1    | Triathlon de Portocolom                   | Portocolom     | 03:59:27    |                                                                   |
| 27. Okt. 2013 | 3    | Ironman 70.3 Miami                        | Miami          | 04:12:39    |                                                                   |
| 1. Sep. 2013  | 1    | Ironman 70.3 Zell am See-Kaprun           | Zell am See    | 04:14:16    |                                                                   |
| 16. Juni 2013 | 1    | UK Ironman 70.3                           | Somerset       | 04:56:59    |                                                                   |
| 13. Apr. 2013 | 2    | Challenge Fuerteventura                   | Fuerteventura  |             |                                                                   |
| 10. Nov. 2012 | 6    | Ironman 70.3 Lanzarote                    | Lanzarote      | 04:54:09    |                                                                   |
| 2. Sep. 2012  | 2    | Ironman 70.3 Ireland                      | Galway         | 04:42:03    |                                                                   |
| 17. Juni 2012 | 1    | UK Ironman 70.3                           | Somerset       | 04:53:33    |                                                                   |
| 20. Mai 2012  | 9    | Ironman 70.3 Austria                      | St. Pölten     |             |                                                                   |
| 15. Apr. 2012 | 1    | TriStar111 Mallorca                       | Portocolom     | 04:12:49    | Mullan konnte ihren Sieg aus dem Vorjahr erfolgreich verteidigen. |
| 4. Sep. 2011  | 2    | TriStar111 Monaco                         | Monaco         |             | Rennen der TriStar-Rennserie                                      |
| 3. Juli 2011  | 5    | Challenge Aarhus                          | Aarhus         |             |                                                                   |
| 19. Juni 2011 | 2    | UK Ironman 70.3                           | Somerset       |             |                                                                   |
| 17. Apr. 2011 | 1    | TriStar111 Mallorca                       | Portocolom     | 04:10:27    | 1 km Schwimmen, 100 km Radfahren, 10 km Laufen                    |
| 13. Nov. 2010 | 8    | Ironman 70.3 World Championships          | Clearwater     | 04:18:21    | Weltmeisterschaft in Florida                                      |
| 25. Juli 2010 | 4    | Antwerp Ironman 70.3                      | Antwerpen      | 04:24:36    | hinter der Siegerin Sofie Goos                                    |
| Juli 2010     | 2    | ETU Triathlon European Championship 25–29 | Athlone        | 02:08:38    | Zweite in der Altersgruppe 25–29                                  |

| Datum/Jahr    | Rang | Wettbewerb                | Austragungsort    | Zeit     | Bemerkung                                                                   |
| ------------- | ---- | ------------------------- | ----------------- | -------- | --------------------------------------------------------------------------- |
| 4. Okt. 2015  | 4    | Ironman Barcelona         | Barcelona         | 08:56:51 | persönliche Bestzeit auf der Ironman-Distanz (3:04:55 Std für den Marathon) |
| 26. Sep. 2015 | DNF  | Ironman Mallorca          | Alcúdia           | –        | Rennabbruch auf der Radstrecke                                              |
| 23. Mai 2015  | DNF  | Ironman Lanzarote         | Puerto del Carmen | –        |                                                                             |
| 27. Sep. 2014 | 1    | Ironman Mallorca          | Alcúdia           | 09:24:17 | Siegerin bei der Erstaustragung auf Mallorca                                |
| 15. Aug. 2014 | 1    | Embrunman                 | Embrun            | 11:29:36 | auf der Langdistanz                                                         |
| 17. Nov. 2013 | 6    | Ironman Arizona           | Tempe             | 09:13:13 |                                                                             |
| 15. Aug. 2013 | 3    | Embrunman                 | Embrun            | 11:27:29 | Dritte auf der Langdistanz                                                  |
| 24. Juli 2013 | 2    | Triathlon EDF Alpe d’Huez | Alpe d’Huez       | 06:41:39 | [ 8 ]                                                                       |
| 30. Juni 2013 | 3    | Ironman Austria           | Klagenfurt        | 09:05:46 |                                                                             |
| 16. Sep. 2012 | 2    | Ironman Wales             | Pembrokeshire     | 10:01:32 |                                                                             |
| 22. Juli 2012 | 1    | Ironman UK                | Bolton            | 10:08:44 |                                                                             |
| 5. Nov. 2011  | 8    | Ironman Florida           | Panama City       | 09:41:58 |                                                                             |

| Datum/Jahr    | Rang | Wettbewerb                       | Austragungsort | Zeit     | Bemerkung                  |
| ------------- | ---- | -------------------------------- | -------------- | -------- | -------------------------- |
| 19. Jan. 2013 | 1    | International Lanzarote Duathlon | Lanzarote      | 01:05:17 |                            |
| 5. Sep. 2010  | 11   | ITU Duathlon World Championships | Edinburgh      |          | Duathlon-Weltmeisterschaft |

(DNF – Did not finish)